# Raul Régis de Oliveira

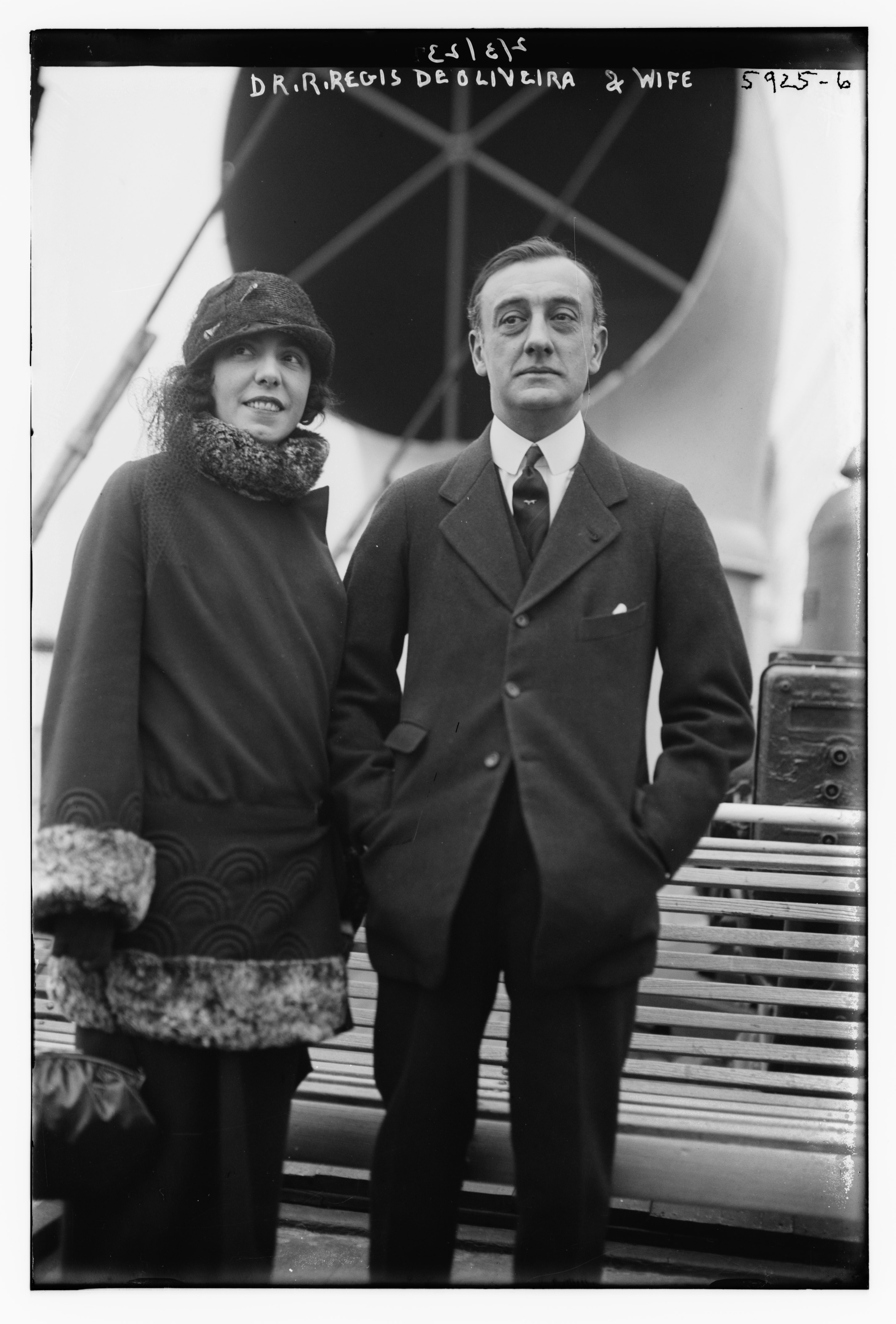
Raul Régis de Oliveira mit seiner Ehefrau (1900)

Raul Régis de Oliveira (* 10. Oktober 1874 in Paris; † 9. Juli 1942) war ein brasilianischer Diplomat.

## Leben
Raul Regis de Oliveira war der Sohn eines gleichnamigen Diplomaten. Am 30. Dezember 1895 trat er in den auswärtigen Dienst ein. Zwei Jahre später wurde Raul Regis de Oliveira als Attaché nach Rom versetzt. Ab 1902 diente er als Gesandtschaftssekretär in Washington, D.C. Anschließend war er einige Jahre Gesandter in Tokio. Vom 2. Juni 1913 bis zum 4. Juni 1914 diente Oliveira als Ministerresidente in Havanna und wurde dann vom 30. März 1915 bis zum 8. Mai 1916 als Botschafter in Wien eingesetzt. Vom 8. Januar 1918 bis zum 10. April 1919 diente er als Staatssekretär im Außenministerium und wurde vom 11. Mai bis 3. Dezember 1919 als Botschafter zunächst in Paris und vom 19. September 1920 bis zum 23. Oktober 1922 in Den Haag eingesetzt. Schließlich wurde er am 29. April 1925 zum Ambassador to the Court of St James’s ernannt und nahm diese Position bis zum 26. Dezember 1939 wahr.